# 利希滕博恩
利希滕博恩是德国莱茵兰-普法尔茨州的一个市镇。总面积11.44平方公里，总人口325人，其中男性158人，女性167人（2011年12月31日），人口密度28人/平方公里。